# Philips Sport Vereniging 1997-1998
Questa voce raccoglie le informazioni riguardanti il Philips Sport Vereniging nelle competizioni ufficiali della stagione 1997-1998.

## Rosa
| N. |                        | Ruolo | Calciatore            |
| -- | ---------------------- | ----- | --------------------- |
| 25 | Paesi Bassi (bandiera) | P     | Jan Willem van Ede    |
| 23 | Paesi Bassi (bandiera) | P     | Ronald Waterreus      |
| 14 | Paesi Bassi (bandiera) | D     | Ernest Faber          |
| 5  | Paesi Bassi (bandiera) | D     | Arthur Numan          |
| 13 | Paesi Bassi (bandiera) | D     | André Ooijer          |
| 17 | Lituania (bandiera)    | D     | Andrius Skerla        |
| 3  | Paesi Bassi (bandiera) | D     | Jaap Stam             |
| 16 | Paesi Bassi (bandiera) | D     | Chris van der Weerden |
| 33 | Paesi Bassi (bandiera) | D     | Rob Wielaert          |
| 12 | Paesi Bassi (bandiera) | A     | Arnold Bruggink       |
| 8  | Paesi Bassi (bandiera) | C     | Phillip Cocu          |
| 18 | Slovacchia (bandiera)  | C     | Igor Demo             |
| 19 | Polonia (bandiera)     | C     | Tomasz Iwan           |

| N. |                        | Ruolo | Calciatore       |
| -- | ---------------------- | ----- | ---------------- |
| 24 | Romania (bandiera)     | C     | Ovidiu Stîngă    |
| 6  | Paesi Bassi (bandiera) | C     | Wim Jonk         |
| 26 | Russia (bandiera)      | C     | Dmitri Khokhlov  |
| 7  | Jugoslavia (bandiera)  | C     | Željko Petrović  |
| 2  | Brasile (bandiera)     | C     | Vampeta          |
| 27 | Paesi Bassi (bandiera) | C     | Marciano Vink    |
| 11 | Paesi Bassi (bandiera) | C     | Boudewijn Zenden |
| 22 | Brasile (bandiera)     | A     | Claudio          |
| 9  | Belgio (bandiera)      | A     | Gilles De Bilde  |
| 15 | Belgio (bandiera)      | A     | Marc Degryse     |
| 20 | Danimarca (bandiera)   | A     | Peter Møller     |
| 10 | Belgio (bandiera)      | A     | Luc Nilis        |